# Craquage de l'eau
Pour les articles homonymes, voir Craquage (homonymie).

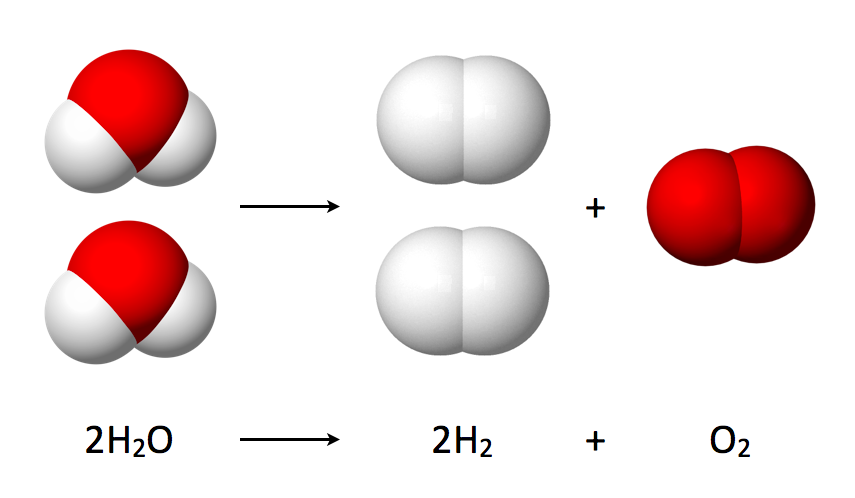
Schéma de la réaction chimique de l'électrolyse de l'eau, une forme de craquage de l'eau.

Le craquage de l'eau est un processus aboutissant à la dissociation de l'hydrogène et de l'oxygène de l'eau, atomes composant la molécule d'eau H2O, par thermolyse, électrolyse ou radiolyse. La réaction thermochimique commence à haute température (entre 850 à 900 °C) pour devenir complète vers 2 500 °C[réf. incomplète].

## Bilan énergétique
Le bilan de la décomposition d'une molécule d'eau ci-après : 
H2O → H2 + 1⁄2 O2
s'établit comme suit, pour une mole d'eau :
- comme la molécule d'eau H2O est constituée de deux liaisons O-H dont chacune a une énergie molaire de 460 kJ, leur rupture absorbe 2 × 460 = 920 kJ ;
- la recomposition des molécules de dihydrogène gazeux produit un apport d'énergie : 2 H → H2 + 432 kJ ;
- la recomposition du dioxygène libère quant à elle : 2 O → O2 + 494 kJ, soit 247 kJ par mole d'eau initiale.

Le bilan global est donc une absorption de :
920 – 432 – 247 = 241 kJ.
Ainsi la production de deux grammes d'hydrogène par craquage d'une mole d'eau (sans tenir compte des pertes) nécessite l'apport de 241 kJ, soit 120 500 kJ pour fabriquer 1 kg d’hydrogène ou encore 33,5 kWh/kg d'hydrogène. Cette valeur ne tient pas compte de l'énergie supplémentaire nécessaire pour amener l'eau à la température de craquage, dont une partie est nécessairement perdue.

## Prospective
Le craquage de l'eau est déjà effectué à échelle industrielle par électrolyse alcaline à 90 °C, mais n'est pas encore compétitif par rapport à la production d'hydrogène par reformage catalytique du méthane, sauf pour des applications nécessitant un hydrogène très pur[réf. souhaitée]. La production de l'énergie nécessaire au craquage, pour que celle-ci devienne une véritable avancée sur le plan écologique, devrait utiliser une source d'énergie primaire aussi propre que possible.
La filière nucléaire semble à ce jour offrir les pistes les plus prometteuses[réf. nécessaire]. En effet, les réacteurs nucléaires de nouvelle génération, encore en phase de conception, pourraient permettre un double usage de la chaleur issue de la fission nucléaire, par production conjointe d'électricité et d'hydrogène. Les réacteurs nucléaires du type high temperature reactor (HTR, soit « réacteur à haute température ») ou high temperature gaz cooled reactor (HTGR, soit « réacteur haute température refroidi au gaz ») permettraient d'envisager d'autres alternatives que l'électrolyse alcaline, s'ils sont construits. Ils alimenteraient alors les piles à combustible, notamment pour les applications mobiles (voiture, téléphone portable, PC portable, etc.).
En 2010, au Japon, le RIKEN a annoncé travailler sur une nouvelle méthode de décomposition de la molécule d'eau (H2O), permettant de sélectionner les produits de la réaction (OH- et H+ ou O et H2). Le procédé utilise comme catalyseur un monocristal d'argent plaqué d'une couche infrananométrique (un atome d'épaisseur) d'oxyde de magnésium (MgO, normalement isolant mais devenant conducteur en couche mono-atomique ; il s'est ici montré plus efficace que le platine). Ce catalyseur MgO est produit par vaporisation de magnésium dans un environnement oxygéné. Quand il est fortement refroidi (à −268,45 °C, soit 4,7 K), l'eau se craque à son contact si on la bombarde d'électrons (par exemple via un microscope à effet tunnel). Quand ces électrons ont une énergie dépassant 1,5 eV, la molécule d'eau peut être électriquement excitée par les électrons et alors spontanément perdre ses deux atomes d'hydrogène. Sinon, le bombardement électronique fait vibrer la molécule d'eau. Cette vibration étant plus longue que l'intervalle de temps séparant l'arrivée de deux électrons, chaque électron renforce l'état de vibration provoqué par le précédent, ce qui augmente la vibration jusqu'à rupture d'une liaison oxygène-hydrogène : la molécule d'eau perd un seul atome d'hydrogène. La prochaine étape annoncée est l'étude de l'influence de l'épaisseur du catalyseur ;
On cherche également à produire de très petites piles à hydrogène pour alimenter la microélectronique et divers micro-machines, micro ou nanocapteurs, etc. D'autres pistes concernent le craquage de l'eau par photocatalyse.

## Risques
« Craquer l'eau » consiste à produire deux gaz (dihydrogène et dioxygène) pouvant réagir entre eux de manière hautement explosive. La réaction doit donc se faire dans des conditions de sécurité adaptées au risque.